# Prati di asfodelo

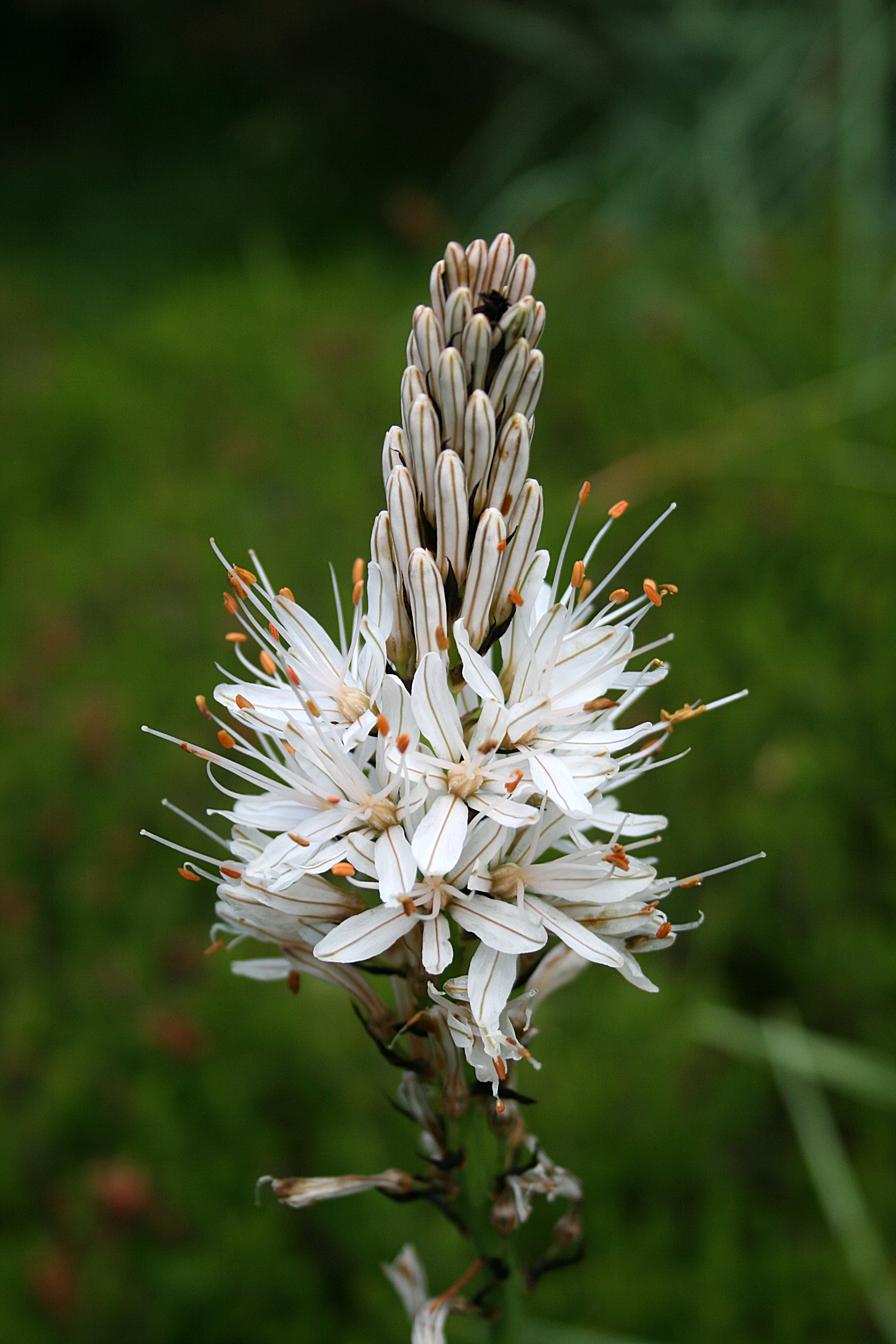
Fiore di asfodelo

I prati di asfodelo sono un luogo dell'oltretomba greco.

## Descrizioni
Secondo Omero, le ombre dei trapassati si aggirano nell'Ade su prati di asfodelo. Nel libro XI dell'Odissea, in cui Ulisse evoca gli spiriti dei defunti, si hanno brevi scorci dell'oltremondo. Si ha un primo accenno quando si allontana Achille:
(Omero, Odissea, libro XI, vv. 674-677, traduzione di Ippolito Pindemonte)
e un secondo quando appare Orione:
(Omero, Odissea, libro XI, vv. 716-720, traduzione di Ippolito Pindemonte)
Nel libro XXIV, le anime dei morti giungono a prati di asfodelo immortale:
(Omero, Odissea, libro XXIV, vv. 17-20, traduzione di Ippolito Pindemonte)
La classicista Edith Hamilton scrive di questi asfodeli che sono "presumibilmente strani, pallidi, spettrali".
Nell'antica Grecia, l'asfodelo era inoltre coltivato sulle tombe, forse anche per la credenza che i morti se ne cibassero.
Corrado Govoni, in Poesie Elettriche, nella poesia Tristezze Notturne, cita l'asfodelo in relazione ai morti:
"Da una casa si sente un gramolare;
e sono i poveri i pallidi morti
che laggiù fanno il loro triste pane
il loro bianco pane d'asfodelo." 

## Influenza culturale
I prati di asfodelo compaiono anche nel videogioco Hades, in cui il protagonista, il dio ctonio Zagreus, cerca di evadere dall’oltretomba, dovendo attraversare anche i Prati d’Asfodelo. In questo videogioco l’uscita dei Prati è sorvegliata dalle ossa della leggendaria Idra di Lerna. Sconfiggendola riuscirà ad emergere nei Campi Elisi.